# Dualizm korpuskularno-falowy
Dualizm korpuskularno-falowy – cecha obiektów kwantowych (np. fotonów i elektronów) polegająca na przejawianiu, w zależności od sytuacji, właściwości falowych (dyfrakcja, interferencja) lub korpuskularnych (dobrze określona lokalizacja, pęd).
Zgodnie z mechaniką kwantową cała materia charakteryzuje się takim dualizmem, chociaż uwidacznia się on bezpośrednio tylko w bardzo subtelnych eksperymentach wykonywanych na atomach, fotonach, czy innych obiektach kwantowych.
Dualizm korpuskularno-falowy jest ściśle związany z falami de Broglie’a – koncepcją, która przyczyniła się do powstania mechaniki kwantowej, a w szczególności do wyprowadzenia równania Schrödingera.
Równanie:
{\displaystyle \lambda ={\frac {h}{p}},}
gdzie {\displaystyle h} jest stałą Plancka, łączy wielkości falowe (długość fali {\displaystyle \lambda }) z korpuskularnymi (pęd {\displaystyle p}).
Dualizm korpuskularno-falowy w sformalizowanym języku mechaniki kwantowej można opisać posługując się równaniem Schrödingera:
{\displaystyle H\psi ({\vec {x}},t)=i\hbar {\frac {\partial }{\partial t}}\psi ({\vec {x}},t),}
gdzie:
{\displaystyle i} – jednostka urojona,
{\displaystyle \hbar } – stała Plancka podzielona przez 2π,
{\displaystyle H} – operator różniczkowy – hamiltonian opisujący całkowitą energię analizowanej cząstki,
{\displaystyle \psi ({\vec {x}},t)=\psi _{R}({\vec {x}},t)+i\psi _{I}({\vec {x}},t)} – funkcja falowa analizowanej cząstki (funkcje falowe są funkcjami zespolonymi), opisuje możliwe stany czyste danej cząstki kwantowej.
Otrzymana w wyniku rozwiązania tego równania funkcja falowa (stąd „falowość”), a dokładniej kwadrat modułu funkcji falowej {\displaystyle |\psi |^{2}=(\psi _{R}({\vec {x}},t))^{2}+(\psi _{I}({\vec {x}},t))^{2}} opisuje prawdopodobieństwo wystąpienia danej cząstki w określonym miejscu {\displaystyle ({\vec {x}},t)} przestrzeni w objętości {\displaystyle d^{3}x.} Prawdopodobieństwo znalezienia cząstki w całej przestrzeni jest równe 1 (jesteśmy pewni, że gdzieś jest). Stąd
{\displaystyle \int d^{3}x|\psi |^{2}=1.}
Dokonując pomiaru położenia cząstki zawsze znajdujemy ją w przybliżeniu w konkretnym miejscu w przestrzeni (rejestruje ją konkretny detektor). W przypadku eksperymentów z podwójną szczeliną uzyskuje się interferencję bądź nie w zależności od tego czy obiekt przejawia właściwości falowe czy cząsteczkowe. Właściwości cząsteczkowe są obserwowane, gdy w szczelinach będzie umieszczony detektor, wykrywający przez którą szczelinę się poruszał obiekt. Przyczyną tego jest istnienie splątania kwantowego i dostępność informacji o obserwablach. Po detekcji cząstki nieoznaczoność jej pędu stopniowo wzrasta, przez co maleje widoczność prążków interferencyjnych.
Największe układy, dla których zaobserwowano dualizm korpuskularno-falowy miały 2000 atomów.